# Muteesa I di Buganda
Mukaabya Walugembe Kayiira (noto come Muteesa I; ca. 1837 – ottobre 1884) è stato un re ugandese, kabaka di Buganda dal 1856 al 1884.

## Biografia
Muteesa I nacque nei pressi dell'attuale Kampala e divenne kabaka del regno del Buganda nel 1856. Il padre, Suuna II, era stato un sovrano dispotico e temuto dai suoi sudditi, il nome del figlio Mukaabya significava "colui che porta lacrime", Mutesa I si rivelò un sovrano dispotico ma politicamente molto più abile del padre.
Durante il segno di Suuna II il Buganda era entrato in contatto con i primi commercianti arabi interessati a scambiare avorio con armi e tessuti. Durante il regno di Muutesa arrivarono anche i primi esploratori e missionari europei che non erano interessanti agli scambi commerciali ma molto di più a individuare le risorse disponibili ed assicurarsene il possesso.
Divenuto sovrano in età relativamente giovane i primi sei anni del suo regno furono caratterizzati dalla precarietà a causa delle trame di corte, sia gli ufficiali di corte sia i suoi fratelli lo ritenevano infatti inadatto al trono.
Pose fine alle trame in modo drastico, imprigionando e condannando a morte i cospiratori e da lì in poi divenne un sovrano dispotico ma anche un politico molto abile. Costituì una solida struttura amministrativa togliendo via via poteri ai leader religiosi e dei clan locali e affidando il governo locale a funzionari a lui fedeli.
Proseguì il rafforzamento dell'esercito e della flotta sul lago Vittoria già iniziato dal padre. Tramite scambi commerciali con gli arabi insediatisi sulla costa orientale riuscì a fornire il suo esercito con un grande numero di armi da fuoco che gli permise di tenere sotto controllo il vicino regno di Bunyoro e di organizzare numerose spedizioni nei regni vicini saccheggiando schiavi, bestiame, avorio e grano.
L'arrivo dei missionari cristiani avvenne durante il regno di Muteesa I. Nel 1862 accolse la spedizione inglese guidata da John Hanning Speke e James Augustus Grant. Stanley giunse alla corte del Buganda nel 1875, venne ospitato con tutti gli onori e rassicurato sul fatto che i missionari protestanti sarebbero stati bene accolti, nel luglio del 1877 arrivarono quindi i primi missionari anglicani della Church Mission Society seguiti l'anno dopo dai cattolici Missionari d'Africa. 
Muteesa I, abilmente, lasciò loro ampia libertà di agire ma solo entro i confini della capitale. Le due fazioni, di fatto confinate entro la corte convertirono numerosi dignitari e membri della famiglia reale ma ebbero anche frequenti scontri e litigi. Dal regno di Bunyoro arrivarono anche i musulmani, Muteesa I si avvicinava ora all'una ora all'altra religione considerando i religiosi come rappresentanti di paesi potenti con cui allacciare relazioni per arginare il crescente potere del Chedivato d'Egitto.
Durante il suo regno Muteesa I abolì diverse antiche tradizioni come ad esempio il divieto di utilizzare gli avanzi dei pasti del kabaka. Nel complesso viene considerato un sovrano riformista.